# 林摅
林攄，字彦振。福建福州长乐人，北宋政治人物。

## 生平
以父荫补敕令检讨官，迁屯田、右司员外郎，曾任翰林学士。宋朝和西夏作战，西夏求援於遼。崇寧四年冬，林摅同高俅出使辽国报聘，辽国请宋把收复的失地再割让西夏时，林摅严辞拒绝。林摅见遼天祚帝時，數次數落西夏之罪。辽国大怒，断绝宋廷使团飲水三日，羈留數月後才送使团回宋朝。之后历任颍州知府、开封府尹。崇宁五年（1106年），京城妖道张怀素谋逆，开封府尹林摅亲自审理，发现此人牵扯到朝中大臣，遂上奏徽宗请求将这些信件付之一炬，以此安定百官之心。翌年即以試吏部尚書晉同知樞密院，進中書侍郎。大观三年（1109年），林摅“当值胪唱贡士”，姓甄而稱“坚”，名盎而呼“央”。錯誤既为徽宗所指出，林摅没有谢罪，反而诋毁同僚。为御史石公弼所劾，黜知滁州（今安徽滁县）。起为端明殿学士。拜庆远军节度使，被劾，还居姑苏。病死，赠开府仪同三司。

## 家族
父林邵，官至显谟阁直学士。

## 传记资料
- 《宋史》卷三五一